# Sollevamento pesi ai Giochi della XXII Olimpiade - Pesi supermassimi
La competizione della categoria pesi supermassimi (oltre i 110 kg) di sollevamento pesi ai Giochi della XXII Olimpiade si è svolta il giorno 30 luglio 1980 all'Izmailovo Sports Palace di Mosca.

## Regolamento
La classifica era ottenuta con la somma delle migliori alzate delle seguenti 2 prove:
- Strappo
- Slancio

Su ogni prova ogni concorrente aveva diritto a tre alzate. In caso di parità vinceva il sollevatore che pesava meno.

## Risultati
| Pos.    | Atleta             | Nazione          | Peso Atleta | Strappo | Strappo | Strappo | Strappo | Slancio | Slancio | Slancio | Slancio | Totale |
| Pos.    | Atleta             | Nazione          | Peso Atleta | 1       | 2       | 3       | Tot     | 1       | 2       | 3       | Tot     | Tot    |
| ------- | ------------------ | ---------------- | ----------- | ------- | ------- | ------- | ------- | ------- | ------- | ------- | ------- | ------ |
| Oro     | Sultan Rachmanov   | Unione Sovietica | 145,25      | 185,0   | 190,0   | 195,0   | 195,0   | 230,0   | 237,5   | 245,0   | 245,0   | 440,0  |
| Argento | Jürgen Heuser      | Germania Est     | 133,95      | 182,5   | 182,5   | 187,5   | 182,5   | 227,5   | 227,5   | 242,5   | 227,5   | 410,0  |
| Bronzo  | Tadeusz Rutkowski  | Polonia          | 124,90      | 175,0   | 180,0   | 182,5   | 180,0   | 222,5   | 227,5   | 230,0   | 227,5   | 407,5  |
| 4       | Rudolf Strejček    | Cecoslovacchia   | 133,10      | 182,5   | 187,5   | 187,5   | 182,5   | 220,0   | 225,0   | 225,0   | 220,0   | 402,5  |
| 5       | Bohuslav Braum     | Cecoslovacchia   | 148,45      | 180,0   | 180,0   | 180,0   | 180,0   | 212,5   | 217,5   | 222,5   | 217,5   | 397,5  |
| 6       | Francisco Méndez   | Cuba             | 134,30      | 175,0   | 180,0   | 180,0   | 175,0   | 220,0   | 230,0   | 230,0   | 220,0   | 395,0  |
| 7       | Robert Skolimowski | Polonia          | 148,50      | 175,0   | 175,0   | 180,0   | 175,0   | 210,0   | 222,5   | 222,5   | 210,0   | 385,0  |
| 8       | Talal Najjar       | Siria            | 133,30      | 145,0   | 152,5   | 157,5   | 157,5   | 200,0   | 205,0   | 207,5   | 205,0   | 362,5  |
| -       | Jouko Leppä        | Finlandia        | 149,70      | 150,0   | 155,0   | 160,0   | 160,0   | 210,0   | 210,0   | 210,0   | -       | DNF    |
| -       | Marin Parapancea   | Romania          | 115,30      | 162,5   | 162,5   | 162,5   | -       | -       | -       | -       | -       | DNF    |
| -       | Gerardo Fernández  | Cuba             | 128,00      | 170,0   | 170,0   | 170,0   | -       | -       | -       | -       | -       | DNF    |
| -       | Vasilij Alekseev   | Unione Sovietica | 161,75      | 180,0   | 180,0   | 180,0   | -       | -       | -       | -       | -       | DNF    |